# بولشايا أورلوفكا
بولشايا أورلوفكا (بالروسية: Большая Орловка) هي مدينة في مقاطعة روستوف أوبلاست في روسيا.